# Transformers : L'Âge de l'extinction
Série Transformers
Transformers 3 : La Face cachée de la Lune
(2011) Transformers: The Last Knight
(2017)
Pour plus de détails, voir Fiche technique et Distribution.
Transformers : L'Âge de l'extinction (Transformers: Age of Extinction), ou Transformers: L'Ère de l'extinction au Québec, est un film de science-fiction américano-sino-hongkongais réalisé par Michael Bay et sorti en 2014.
C'est le quatrième opus de la série après Transformers (2007), Transformers 2 : La Revanche (2009) et Transformers 3 : La Face cachée de la Lune (2011).
C'est un gros succès du box-office mondial.
Cinq ans se sont déroulés depuis la violente bataille de Chicago. Les Transformers sont désormais traqués et éliminés sans discernement afin de préserver la paix. Un groupe de scientifiques essaie de construire ses propres Transformers et repousse les limites de la technologie au-delà de ce qu'il peut contrôler. Pendant ce temps au Texas, Cade Yeager, bricoleur de génie déniche un jour un vieux camion qui se révèle être Optimus Prime. Dès lors, Cade s'attire les foudres de la CIA qui ne cessera de le traquer, lui et les siens. Megatron est de retour avec un nouveau corps sous le nom de Galvatron. Lockdown, un chasseur de primes cybertronien sous les ordres des créateurs des Transformers s'apprête à sortir de l'ombre. Les légendaires guerriers Dinobots plus forts que jamais seront le seul espoir pour vaincre l'armée de Galvatron. La bataille fera rage, peut être même jusqu'à l'extinction...

## Synopsis
Il y a bien longtemps, des vaisseaux d'une race alien inconnue qui seraient les créateurs des Transformers cyberforment la Terre causant l'extinction des dinosaures. 65 millions d'années plus tard, deux de ces animaux sont retrouvés robotisés dans les glaces de l'Arctique par une équipe de forage dirigée par la géologue Darcy Tirrel.
Cade Yeager, un inventeur texan, acquiert avec son associé Lucas un vieux camion. Nous sommes cinq ans après la grande bataille de Chicago et l'alliance entre les Autobots et les humains n'existe officieusement plus. Tous les Transformers sont traqués sans distinction par une unité spéciale de la CIA, "Cemetery Wind" (vent de cimetière). Parmi ses victimes figurent Chromia, Sideswipe, Mirage/Dino et Jolt. De son côté, Tessa Yeager, la fille unique de Cade, déplore l'achat du camion arguant les problèmes financiers de son père par ailleurs trop protecteur envers elle depuis qu'il est veuf.
Un soir, le médecin Autobot Ratchet est débusqué par la CIA. Une fois neutralisé, le robot explique s'être caché comme tous les autres Autobots après une mise en garde d'Optimus Prime. Arrive alors Lockdown, un dangereux chasseur cybertronien qui veut savoir où se trouve Optimus, en échange de quoi il épargnerait sa vie. Ratchet refuse de trahir son chef et Lockdown le tue en lui arrachant son Spark. Harold Attinger, chef des opérations de la CIA, explique au chef de cabinet du Président que les combats cesseront bientôt, mais déclare que les Autobots sont indésirables sans pour autant avouer qu'ils sont eux aussi éliminés.
Chez les Yeager, Cade décide de récupérer les pièces du camion mais découvre qu'il a affaire à un Transformers. Lucas et Tessa paniquent car toute connivence avec les robots est strictement interdite. Mais Cade est avant tout inventeur et souhaite profiter de la technologie offerte par sa trouvaille. Brusquement, le camion prend sa forme robotique, blessant accidentellement Lucas et se révèle être Optimus Prime. Mal en point et méfiant, Optimus accepte finalement l'aide de Cade qui le répare du mieux qu'il peut.
En Arctique, Attinger rencontre Lockdown sur son vaisseau et les deux se rejettent mutuellement la responsabilité de l'échec de la capture d'Optimus à Mexico (une théorie dit que ce lieu aurait entraîné le décès de Sam Witwicky, le héros de la première trilogie et ses proches par ces derniers entre le troisième et le quatrième opus). Attinger demande pourquoi il recherche le chef des Autobots mais Lockdown rétorque simplement que personne n'est le centre de l'univers. Le commando "Cemetery Wind" parvient toutefois à localiser Optimus et se rend chez les Yeager. Son chef James Savoy interroge un Cade peu coopératif et finit par agresser Tessa. Optimus sort alors de la grange et se déchaîne sur les troupes, permettant à Tessa, Lucas et Cade de fuir, ce dernier parvenant à attraper dans la foulée un mini drone ennemi. Lockdown intervient et détruit la maison des Yeager. Les fuyards embarquent dans la voiture de Shane, le petit ami caché de Tessa et pilote chevronné venu les aider. Lucas avoue qu'il a prévenu le Gouvernement espérant toucher la récompense. Après une course poursuite, tous parviennent à s'échapper grâce à l'intervention musclée d'Optimus mais Lucas est tué dans sa fuite par une grenade lancée par Lockdown.
Attinger et Savoy ont le bras long et Cade, Tessa et Shane ne peuvent désormais compter que sur eux-mêmes, malgré leurs rapports compliqués : plus de maison, un petit copain caché et plus âgé, un avenir brisé, la mort de Lucas. Grâce au robot mini drone, Cade visionne son enregistrement et assiste à la mort d'un Autobot des mains de Lockdown et des hommes d'Attinger. Cade envoie ensuite un message explicite à ceux qui ont voulu s'en prendre aux siens : "je vous retrouverai". Optimus emmène ensuite le trio rejoindre les autres Autobots à Monument Valley, scannant au passage un camion d'aspect plus moderne et obtient un nouveau mode robot.
Hound, Drift, Crosshairs et Bumblebee sont heureux de retrouver leur chef mais déçus de leur séjour sur Terre du fait de la traque qu'ils subissent tous. Optimus se demande pourquoi les humains sont complices de Lockdown. Cade leur montre alors les images du drone et la mort de Ratchet ainsi que du chef des Wreckers Leadfoot (et Sideswipe), et leurs corps emportés par KSI, une société spécialisée en défense aérospatiale également créateur du mini drone. Leur siège est à Chicago et Cade propose d'aider les Autobots à s'y infiltrer. Excédé par la rage d'avoir perdu ses amis, Optimus accepte avec pour principale motivation de retrouver et de punir le responsable, quitte à rompre sa promesse de ne jamais tuer d'humains.
À KSI, le PDG Joshua Joyce montre à Darcy Tirrel, à la fois son associée et ex-compagne, les progrès obtenus sur la maîtrise du transformium récupéré à partir des dinosaures en Arctique. Joyce a également créé ses propres Transformers grâce aux corps de Decepticons morts durant la bataille de Chicago ainsi qu'aux corps d'Autobots tués par Lockdown et Cemetery Wind. Mais son prototype militaire Galvatron, façonné d'après Optimus Prime, ressemble toujours à Mégatron après cinq tentatives. Malgré cela, les Transformers n'ont plus aucun secret pour lui notamment grâce aux informations soutirées de force à Brains (rescapé de Chicago) ainsi que les têtes récupérées du traître Autobot Sentinel Prime et de Megatron.
Grâce aux Autobots, Cade et Shane arrivent à s'introduire chez KSI avec Bumblebee avant de repartir laissant Cade seul rechercher le labo. Pendant ce temps, Attinger met en garde Joyce sur les événements récents mais celui-ci a absolument besoin d'une semence de tranformium pour faire davantage de prototypes, que seul Lockdown fournira en échange d'Optimus. Cade trouve finalement le labo en se faisant passer pour un scientifique et voit la tête de Ratchet être fondue. Il envoie les images à Optimus qui furieux, casse un lampadaire et ordonne l'assaut. Cade est peu après repéré et appréhendé.
Il rencontre Joyce et Attinger qui lui propose de tout arranger en échange d'Optimus Prime mais Cade n'est pas dupe. À ce moment-là, les Autobots envahissent KSI, libèrent Cade, et détruisent le labo, tuant Oreo bot et libérant Brains au passage. Joshua Joyce les interrompt arguant que les Autobots qu'il fait fondre lui appartiennent pour servir la science. Grâce à sa connaissance de leur génome, Joyce déclare également que les humains peuvent désormais se passer des Autobots. Dégoûtés, ces derniers s'en vont.
Attinger persuade Joyce de déployer immédiatement ses prototypes militaires pour les intercepter. Stinger et Galvatron sont lancés mais celui-ci détruit au passage plusieurs véhicules civils à la stupeur de KSI, incapable de le contrôler entièrement. Optimus l'affronte mais Tessa est isolée dans la bagarre. Lockdown apparaît alors avec son vaisseau et blesse Optimus. Galvatron se replie et Lockdown capture le chef des Autobots, clamant que ses créateurs veulent le reprendre. Mais Tessa est accidentellement prise avec Optimus et Cade et Shane partent prévenir les Autobots à la demande de leur chef.
À bord du vaisseau, Tessa tente de s'en sortir pendant que Lockdown enferme Optimus avec ses autres trophées - des chevaliers tout comme Optimus, arguant que ce dernier est censé obéir aux ordres de ses créateurs. Puis Lockdown honore son contrat et remet à Savoy et ses hommes une semence de Transformium avant de dire adieu à la terre. Cade, Shane et les Autobots parviennent toutefois à s'introduire sur le vaisseau qui s'apprête à lancer ses moteurs.
Crosshairs parvient à immobiliser le vaisseau en lançant des amarres et Lockdown envoie ses loups Cybertroniens (les Steeljaws) et ses sbires robotisés pour arrêter les intrus, mais Cade parvient se défaire de ces derniers après avoir mis la main sur un fusil alien. Cade et Shane finissent ensuite par retrouver Tessa, les Autobots et Prime. Les humains s'enfuient tant bien que mal grâce à l'intervention de Bumblebee sur les Steeljaws, puis celle de Crosshairs à bord d'un chasseur qui se termine par un combat aérien en plein Chicago. Hound, Drift et Optimus parviennent quant à eux à détacher la navette prison où se trouvaient tous les chevaliers capturés, à l'insu de Lockdown qui propulse son vaisseau dans l'espace sans s'apercevoir de rien.
À KSI, Joyce est furieux du fiasco de Galvatron et décide de tout transférer dans son usine en Chine. Pendant ce temps, Optimus déclare qu'en combattant le prototype de KSI, il a senti la présence de Megatron. Brains confirme que Megatron a influencé le KSI en leur fournissant sa science pour qu'il lui construise un nouveau corps et que Galvatron n'est autre que Megatron réincarné. Il a manipulé KSI à leur insu dans le but de se procurer la semence pour ensuite la faire sauter dans une grande ville, et ainsi la transformer en métal fondu lui permettant de reconstruire une armée. Cade décide alors de récupérer la semence avant Galvatron.
Cade parvient à contacter Joyce par téléphone. Il l'avertit du danger et en tant qu'inventeur, lui demande de faire appel à sa conscience. Tessa en a assez du danger mais préfère néanmoins rester avec son père. Tout le monde embarque à bord du vaisseau prison direction la Chine. Optimus en a également assez et clame que ce sera sa dernière mission pour sauver les humains. Au même moment dans l'espace, Lockdown s'aperçoit qu'il a été berné et en colère contre son insouciance ainsi que contre celle de ses gardes, fait demi-tour.
A l'usine chinoise de KSI, Joyce et sa collaboratrice Su Yuerning demandent que Galvatron soit mis en isolement sans être activé ainsi qu'une sécurité maximum des lieux. Attinger et Savoy donnent la semence à Joyce, en échange d'une part du capital de KSI. Bien que l'objet Alien puisse créer une armée de soldats automatisés, Joyce se remémore la conversation avec Cade et souhaite faire une pause dans le projet. Attinger remet en question sa décision avec pour seul souhait de toucher son argent, en dépit des conséquences que la graine pourrait entraîner.
Au même moment, Galvatron se réveille et prend le contrôle de tous autres prototypes de KSI, les Traxes, Two-Heads (inspiré de Shockwave), les KSI Bosses et Junkheap afin de récupérer la semence. Joyce la récupère avant eux et s'enfuit en voiture avec Su et Darcy pour Hong-Kong sous les yeux d'Attinger. Ce dernier et Savoy sont enragés d'avoir été trahis et traquent Joyce via un satellite.
Dans le vaisseau Autobot, Optimus devient pessimiste à l'idée de devoir sauver de nouveau les humains, refusant de voir ses amis restants mourir. Cade rétorque que son erreur a été de réparer Optimus avec pour seul but de le revendre mais sans ce geste, il n'aurait jamais pu le faire revenir à la vie et réconcilier les Autobots. Finalement, Cade lui demande de garder foi en l'humanité et à leur potentiel d'être meilleurs, tout en clamant que les erreurs mènent toujours à la réussite.
Arrivés à Hong-Kong, Darcy continue seule en voiture pour faire diversion tandis que Su protège son patron et la semence grâce à ses relations sur place. Joyce manque de perdre les pédales mais Su qui est une ancienne policière assure ses arrières et permet au scientifique de se planquer sur le toit d'un immeuble. Galvatron et les autres prototypes de KSI débarquent sur place de même que Savoy et Attinger.
Les Autobots arrivent également et tentent d'évacuer Joyce en vaisseau, mais un Traxe de KSI endommage l'appareil. Cade, Tessa, Shane, Hound et Bumblebee sont éjectés sur le toit et le vaisseau part s'écraser dans les collines. Pour effacer toute preuves contre eux, Attinger ordonne à Savoy d'éliminer Cade et les siens tandis que Galvatron envoie les prototypes à l'assaut de l'immeuble. Hound et Bumblebee les repoussent mais Savoy s'en prend au petit groupe. Cade l'attire seul et après une course poursuite et une lutte acharnée, il tue Savoy en le jetant à travers une fenêtre de l'immeuble. Furieux d'avoir perdu son bras droit, Attinger indique les coordonnées de Prime à Lockdown.
Cade et les autres se regroupent, couverts par Bumblebee et Hound qui ont sérieusement besoins de renforts. Hound contacte Optimus qui décide de libérer les Dinobots (Grimlock, Slug, Scorn, et Strafe/Swoop) retenus à bord du vaisseau prison. Pendant que les combats font rages en ville, Optimus demande aux guerriers légendaires de se battre à ses côtés. Grimlock, le chef se montre hostile et prend la forme d'un T-rex géant avant de charger Optimus, mais ce dernier parvient à le tenir en respect et les autres chevaliers finissent par s'incliner et prennent leur forme Dinobots (Spinosaure, Triceratops et Ptéranodon) avant de charger tous ensemble sur la ville.
Ils parviennent à sauver leurs amis juste à temps en décimant l'armée de Galvatron qui finit par s'enfuir. Bumblebee parvient de son côté à achever Stinger avec l'aide de Strafe. Optimus et Cade sermonnent ensuite Joyce avant d'emmener tout le monde en sûreté dans les collines, cependant  la semence active soudainement un traceur. Le vaisseau de Lockdown apparaît alors dans le ciel et utilise une arme magnétique qui attire puis relâche tous les métaux causant des dégâts et des victimes considérables parmi les civils. Optimus parvient toutefois à détruire l'arme puis pousse son ennemi à descendre lui-même pour combattre.
Pendant que les Autobots et les Dinobots évacuent les humains et la semence, Cade part aider Optimus mais il est retrouvé et menacé par Attinger. Le chef des Autobots intervient et tire sur Attinger l'éliminant, mais Lockdown en profite pour empaler Optimus qui se retrouve immobilisé. Cade affronte alors Lockdown seul avant l'arrivée de Bumblebee, Shane et Tessa revenus en renfort. Bumblebee et Cade retiennent Lockdown pendant que Shane et Tessa libèrent Optimus. Une fois libre, Prime transperce le spark de Lockdown avant de le couper en deux avec l'aide de son épée sauvant de justesse la vie de Cade et vengeant enfin tous ceux que lui et Attinger ont tués. Optimus finit par faire exploser une grenade de Lockdown, tuant tous les prototypes de KSI restant. Au loin, Galvatron quitte les lieux mais promet de revenir.
Après la bataille, Joyce souhaite aider les Yeager à reconstruire leur maison et Optimus libère les Dinobots. Optimus décide de partir pour mettre la semence en lieu sûr et protéger les humains, en sachant qu'il est toujours recherché. Il demande également aux Autobots de veiller sur la famille Yeager et l'humanité. Optimus s'envole ensuite et envoie un message à ses créateurs leur disant de laisser la Terre en paix car il vient à eux.

## Fiche technique
Sauf indication contraire, les informations mentionnées dans cette section peuvent être confirmées par la base de données cinématographiques IMDb,  présente dans la section « Liens externes ».
- Titre original : Transformers: Age of Extinction
- Titre français : Transformers : L'Âge de l'extinction
- Titre québécois : Transformers : L'Ère de l'extinction
- Réalisation : Michael Bay
- Scénario : Ehren Kruger
- Musique : Steve Jablonsky
- Direction artistique : Steve Cooper, Benjamin Edelberg, Ben Procter, David Scott, William Ladd Skinner et Mark Walters
  - Sherrie Dai (Unité Chine), Mark W. Mansbridge (directeur artistique superviseur) et Sebastian Schroeder (directeur artistique principal)
- Décors : Jeffrey Beecroft
- Costumes : Marie-Sylvie Deveau
- Photographie : Amir Mokri
- Son : Eric Flickinger, Drew Webster, Greg P. Russell
- Montage : Roger Barton, William Goldenberg et Paul Rubell
- Production : Ian Bryce, Tom DeSanto, Lorenzo di Bonaventura, Don Murphy
  - Production exécutive (Hong Kong) : Chen On Chu
  - Production exécutive (Chine) : Chiu Wah Lee, Yi Li et Dan Xu
  - Production déléguée : Michael Bay, Steven Spielberg, Brian Goldner et Mark Vahradian
  - Production associée : Regan Riskas
  - Coproduction : Allegra Clegg, Matthew Cohan, K.C. Hodenfield, Michael Kase et
  - Coproduction (Chine) : Longfei Liang
- Sociétés de production[1] :
  - États-Unis : Di Bonaventura Pictures, Tom DeSanto/Don Murphy Production et Ian Bryce Productions,
  - États-Unis : en association avec Hasbro, avec la participation de Paramount Pictures
  - États-Unis (Sociétés non créditées) : Amblin Entertainment et Platinum Dunes
  - Chine : en association avec China Movie Channel et Jiaflix Enterprises
  - Hong Kong : October Pictures
- Sociétés de distribution :
  - Hong Kong : Intercontinental Film Distributors
  - Chine : Paramount Pictures International
  - États-Unis, Canada, France : Paramount Pictures
- Budget : 210 millions de $[2]
- Pays de production :  États-Unis,  Chine,  Hong Kong
- Langue originale : anglais, chinois
- Format[3] : couleur - 35 mm / D-Cinema - 2,39:1 (Cinémascope)
  - son Dolby Digital | SDDS | Dolby Atmos | Dolby Surround 7.1 | Auro 11.1 | 12-Track Digital Sound | Datasat
- Genre : Science-fiction et action
- Durée : 165 minutes
- Dates de sortie[4] :
  - Chine : 22 juin 2014 (Festival international du film de Shanghai) ; 27 juin 2014 (sortie nationale)
  - Hong Kong : 26 juin 2014
  - États-Unis, Canada : 27 juin 2014
  - France, Belgique, Suisse romande[5] : 16 juillet 2014
- Classification[6] :
  -  États-Unis : accord parental recommandé, film déconseillé aux moins de 13 ans (PG-13 - Parents Strongly Cautioned)[Note 1].
  -  Hong Kong : ne convient pas aux enfants (IIA - Catégorie Deux-A)[Note 2].
  -  France : tous publics[7] (Conseillé à partir de 10 ans)[8].
  -  Québec : tous publics (G - General Rating)[9].

## Distribution

### Humains
- Mark Wahlberg (VF : Bruno Choël ; VQ : Martin Watier) : Cade Yeager
- Stanley Tucci (VF : Bernard Alane ; VQ : Jacques Lavallée) : Joshua Joyce
- Kelsey Grammer (VF : Patrick Béthune ; VQ : Louis-Georges Girard) : Harold Attinger
- Nicola Peltz (VF : Ludivine Maffren ; VQ : Juliette Mondoux) : Tessa Yeager
- Jack Reynor (VF : Gauthier Battoue ; VQ : David Strasbourg) : Shane Dyson
- Sophia Myles (VF : Armelle Gallaud ; VQ : Laurence Dauphinais) : Darcy Tirrel
- Li Bingbing (VF : Geneviève Doang ; VQ : Eloisa Cervantes) : Su Yuerning[10]
- Titus Welliver (VF : Olivier Cordina ; VQ : Marc-André Bélanger) : James Savoy
- T. J. Miller (VF : Emmanuel Garijo ; VQ : Daniel Roy) : Lucas Flannery
- James Bachman (VF : Jérôme Wiggins ; VQ : Yves Soutière) : Gill Wembley
- Abigail Klein : l'assistante de Joshua
- Cleo King (VF : Pascale Vital ; VQ : Johanne Léveillé) : l'agent immobilier
- Charles Parnell (VF : Christophe Peyroux ; VQ : Thiéry Dubé) : le directeur de la CIA
- Michael Bay : le passager d'un camion percuté par Optimus Prime (caméo)

### Transformers
- Peter Cullen (VF : Jacques Frantz ; VQ : Guy Nadon) : Optimus Prime (voix)
- Mark Ryan :
  - Lockdown (VF : Emmanuel Jacomy ; VQ : René Gagnon)
  - Bumblebee (VF : Vincent Ribeiro, Tristan Petitgirard) (voix)
- Ken Watanabe (VF : Guillaume Orsat ; VQ : Éric Gaudry) : Drift (voix)
- John DiMaggio (VF : Serge Biavan ; VQ : Louis-Philippe Dandenault) : Crosshairs (voix)
- John Goodman (VF : Benoît Allemane ; VQ : Yves Corbeil) : Hound (voix)
- Reno Wilson (VF : Frantz Confiac ; VQ : Stéphane Rivard) : Brains (voix)
- Frank Welker (VF : Eric Peter ; VQ : Bernard Fortin) : Galvatron (voix)
- Robert Foxworth (VF : Alain Dorval ; VQ : Raymond Bouchard) : Ratchet et Leadfoot (voix)

Sources et légendes : Version française (VF) sur RS Doublage et AlloDoublage. Version québécoise (VQ) sur Doublage Québec

## Personnages

### Humains
- Cade Yeager, inventeur et ami d'Optimus Prime
- Tessa Yeager, fille unique de Cade Yeager
- Shane Dyson, pilote et petit-ami de Tessa Yeager
- Joshua Joyce, directeur de KSI
- Harold Attinger, membre du gouvernement qui dirige la traque des Transformers, ayant créé l'unité Vent de Cimetière (Cemtery Wind en Anglais)
- Su Yuerning, alliée de Joshua Joyce
- Darcy Tirrel, scientifique et ex-femme de Joshua Joyce
- James Savoy, bras droit d'Harold Attinger, depuis la mort de sa sœur à Chicago, il voue une haine profonde pour les Transformers
- Lucas Flannery, ami et associé de Cade Yeager
- Gill Wembley, scientifique travaillant à KSI

### Autobots
Les Autobots sont la faction de Transformers qui représente le bien : ils se battent pour la liberté de chaque être et contre les Decepticons.
- Optimus Prime, leader des Autobots, se transforme en vieux camion Marmon (1997) rouillé, puis en Western Star 5700 XE (2012) bleu et rouge avec des autocollants de flammes.
- Bumblebee, éclaireur Autobot, se transforme en Chevrolet Camaro I (1968) modifiée noire et jaune, puis en Chevrolet Camaro VI (2018) jaune et noire.
- Hound, spécialiste et médecin Autobot, se transforme en véhicule de tactique défensive Oshkosh.
- Crosshairs, tireur d'élite, parachutiste Autobot et ex-contrebandier, se transforme en Chevrolet Corvette C7 Stingray (2014) verte & noir.
- Drift, ex-samouraï Decepticon devenu Autobot, se transforme en Bugatti Veyron 16.4 Grand Sport Vitesse (2013) noire et bleue et en Hélicoptère Sikorsky S-97 Raider.
- Brains, ex-drone Decepticon devenu Autobot, survivant de la bataille de Chicago, se transforme en ordinateur Lenovo.
- Ratchet, médecin Autobot, se transforme en Hummer H2 Ambulance Recherche et Sauvetage (2004) blanc et vert.

Des Autobots identifiables dans le film seulement en tant que flashback ou caméo :
- Ironhide, représenté sur un jeu de carte.
- Wheeljack/Que, représenté sur un jeu de carte.
- Flareup, représentée sur un jeu de carte.
- Sideswipe, apparaît dans un enregistrement vidéo.

#### Wreckers
Les Wreckers sont une sous-faction Autobot lourdement armée. Toutefois ils sont très indisciplinés.
- Leadfoot, chef de Wreckers, se transforme en Target Chevrolet Impala #42 de Chip Ganassi Racing rouge.

### Decepticons
Les Decepticons forment la faction de Transformers qui tente d'imposer la force, la puissance et la domination des Transformers dans l'Univers par tous les moyens. Ils combattent les Autobots. Dans cet opus, les Decepticons sont des drones-robots inspiré de robots, la plupart morts, fabriqués par les humains à qui Megatron (qui a lui-même pris le corps d'un de ces drones) donne la conscience.
- Galvatron, leader des Decepticons, réincarnation de Megatron, inspiré d'Optimus Prime et de Sentinel Prime, se transforme en Freightliner Argosy 2014.
- Stinger, éclaireur Decepticon, inspiré de Sideways, Dino/Mirage et Bumblebee, se transforme en Pagani Huayra.
- Junkheap, guerrier Decepticon, inspirés de Long Haul, Scrapper et Soundwave, se transforment en un seul camion benne à ordures Isuzu. Il a la particularité d'être en réalité 3 robots en un seul véhicule
- Les Two-head, drônes à deux têtes inspirés de Shockwave, ils semblent occuper une place de commandement assez importante.
- Les Traxes, drônes Deceptions inspirés de Leadfoot, Sideways, Dino/Mirage, Sideswipe et Soundwave, se transforment en Chevrolet Trax certains rouges, certains noirs, certains blancs, certains bleus.
- Les KSI Bosses, des robots de la taille d'Optimus et Galvatron, inspirés de Sideways, Sideswipe, Starscream et Soundwave, les drones les plus dangereux après Galvatron, se transforment en avion de combat SAAB JAS 39 Gripen .
- Un drone qui se transforme en Aston Martin (il n'est jamais vu en mode robot)
- Un drone qui se transforme en McLaren (il n'est jamais vu en mode robot)
- Oreo-Bot, petit Decepticon, se transforme en machine à Oreo.

Des Decepticons identifiables dans le film seulement en tant que flashback ou caméo :
- Mégatron, sous forme de tête morte dans KSI ;
- Sentinel Prime, sous forme de tête morte dans KSI ;
- Barricade, il est visible dans un enregistrement vidéo montrant une scène de Transformers 3 ;
- les Protoforms, ils sont visibles dans un enregistrement vidéo montrant une scène de Transformers 3.
- Loader, représenté sur un jeu de carte.
- Soundwave, représenté sur un jeu de carte.
- Starscream, représenté sur un jeu de carte.
- Les créateurs des Transformers (un d'eux est visible sous forme de main).

### Chasseurs de primes
Les chasseurs de primes sont des mercenaires à la solde de Lockdown, un Transformer dont l'activité consiste à traquer les cibles qui lui sont assignées. Ils sont considérés comme des Decepticons.
- Lockdown, travaillant pour les créateurs des Transformers, se transforme en Lamborghini Aventador
- Mercenaries, gardes de Lockdown, peut-être qu'ils ne sont pas d'origines cybertroniennes
- Steeljaws, loups cybertroniens

### Dinobots
Les Dinobots sont une faction de Transformers très ancienne et primitive. Ils sont désormais alliés aux Autobots. Ils ont la particularité de se transformer en dinosaure mécanique.
- Grimlock, chef des dinobots se transformant en un T-Rex mécanique à cornes crachant du feu.
- Slug, second des dinobots se transforme en Tricératops mécanique à pointes.
- Scorn, se transforme en Spinosaure mécanique à 3 voiles.
- Strafe/Swoop, se transforme en Ptéranodon mécanique à deux têtes et deux queues.

## Production

### Développement

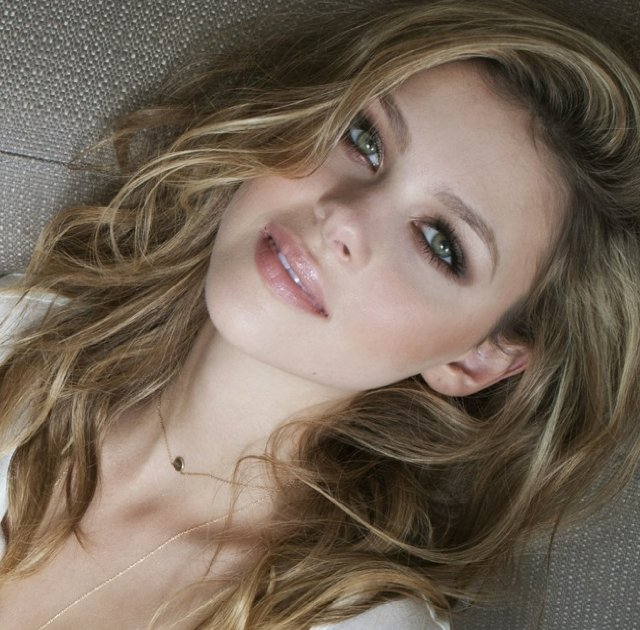
L'ex-mannequin Nicola Peltz succède à Rosie Huntington-Whiteley et Megan Fox dans le premier rôle féminin.

Dès la sortie de Transformers 3 : La Face cachée de la Lune, les rumeurs parlent d'une éventuelle nouvelle trilogie. À un mois de la sortie du film, Shia LaBeouf qui incarnait jusqu'ici Sam Witwicky annonce qu'il ne reviendra pas si une nouvelle trilogie devait voir le jour. En juin 2011 toujours, Rosie Huntington-Whiteley qui a joué le rôle de Carly Spencer dans le troisième film annonce dans un premier temps sa volonté de jouer dans une suite avec ou sans Shia et elle évoque la possible arrivée de Jason Statham (son compagnon) dans la franchise avant de finalement annoncer qu'elle ne reviendra pas.
Le 17 février 2012, Michael Bay annonce le lancement d'une nouvelle trilogie, avec un premier épisode pour 2014, le réalisateur annonce également que le film ne sera pas un reboot mais une suite avec quelques changements, même s'il tient à conserver néanmoins Optimus Prime et Bumblebee. L'acteur Mark Wahlberg est alors annoncé au casting. Il est suivi de Jack Reynor et de Stanley Tucci.
Le titre original du film, Transformers: Age of extinction, est révélé début septembre 2013.

### Attribution des rôles
Depuis le début, Michael Bay avait annoncé son intention de faire d'une lycéenne le personnage principal. Le 17 mai 2013, le réalisateur annonce que Mark Wahlberg jouera le rôle Cade Yeager, quant à Nicola Peltz, elle prendra le rôle de sa fille Tessa avec Jack Reynor dans le rôle de son petit ami, Shane. Kelsey Grammer, pour sa part, jouera donc bien un rôle d'antagoniste du nom de Harold Attinger.
Du côté des Transformers, il a été annoncé à ce jour que seuls Optimus Prime, Bumblebee, Ratchet et Leadfoot reviendraient. Une Corvette Stingray et une Bugatti Veyron Grand Sport Vitesse ont également été annoncées, se nommant respectivement Crosshairs et Drift. L'Autobot Hound a également été confirmé ; il se transformera en véhicule tactique moyen de Defense Oshkosh,. Le 3 juillet, la production a dévoilé que Bumblebee se transformera en Chevrolet Camaro avec le design 2014, sûrement après sa forme de Chevrolet Camaro SS 1967.
Le 1er mai 2013, Kelsey Grammer annonce qu'il jouera le rôle du principal antagoniste. Après de nombreuses hésitations, le premier rôle féminin est finalement confié à Nicola Peltz. Sophia Myles rejoint à son tour le casting en mai 2013. Peter Cullen, connu pour avoir historiquement doublé Optimus Prime a annoncé qu'il reprendra son rôle pour le 4e film. Le 22 mai 2013, Glenn Morshower, à qui Michael Bay avait d'abord proposé de reprendre son rôle du Général du même nom, annonce son refus de revenir, après avoir appris que les militaires ne joueront plus un rôle majeur dans la nouvelle trilogie, le réalisateur voulant une direction totalement nouvelle pour le quatrième épisode.

### Tournage

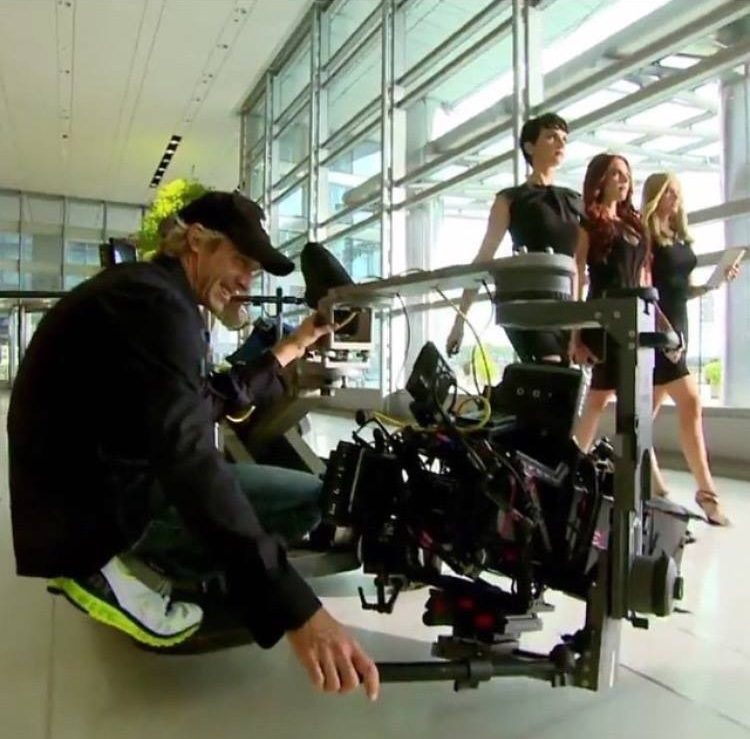
Michael Bay filmant Transformers: L'Âge de l'extinction

Le tournage était prévu en république populaire de Chine et aux États-Unis à Détroit et Chicago durant l'été 2013. Michael Bay annonce finalement qu'il débuterait le 28 mai 2013 à Monument Valley dans l'Utah.
La ville de Détroit est utilisée pour simuler Hong Kong.
C'est le premier film tourné avec une caméra 3D digital camera IMAX.
Le tournage a également lieu au Texas (Austin, Lockhart, Pflugerville, Manor, Elgin et Taylor), dans le Michigan (Pontiac, Jasper) et ainsi qu'à Chicago dans l'Illinois et Moab dans l'Utah.
Le tournage s'achève le 5 décembre 2013.

## Sortie et accueil

### Promotion
Le premier teaser officiel est dévoilé le 2 février 2014, lors du Super Bowl. Il dévoile Optimus Prime, Bumblebee, Crosshairs, Grimlock, Strafe, Galvatron et Lockdown au grand public.
La première bande annonce sort un mois plus tard sur le web, en disant un peu plus sur le scénario du film. Elle permet de découvrir des visuels inédits d'Optimus Prime, de Bumblebee, de Grimlock et de Lockdown. Elle dévoile également l'apparence de Stinger et confirme le retour (temporaire) de Ratchet.
La deuxième bande annonce sort en mai 2014. Elle montre des images inédites d'Optimus Prime, Bumblebee, Grimlock, Strafe et Lockdown. Elle dévoile également l'apparence de l'Autobot Hound et celle des Véhicons. Il est à noter que Drift est quasiment le seul personnage à ne pas être apparu dans aucun des trailers.
En mai 2014 et en juin 2014, de nombreux spots TV dévoilent plusieurs clichés inédits de tous les personnages, humains et Transformers.

### Accueil critique
Sur l'agrégateur américain Rotten Tomatoes, le film récolte 18 % d'opinions favorables pour 206 critiques. Sur Metacritic, il obtient une note moyenne de 32⁄100 pour 38 critiques.
En France, le site Allociné propose une moyenne de 2,7⁄5 à partir de l'interprétation de 28 critiques de presse.
CinemaTeaser critique Transformers : L'Âge de l'extinction comme le meilleur de la saga.

### Box-office
| Pays ou région | Box-office                         | Date d'arrêt du box-office | Nombre de semaines |
| -------------- | ---------------------------------- | -------------------------- | ------------------ |
| Chine          | 320 000 000 $ (48 266 585 entrées) | 27 juillet 2014            | 5                  |
| États-Unis     | 245 439 079 $ (30 376 100 entrées) | 9 octobre 2014             | 15                 |
| France         | 2 343 189 entrées                  | 19 août 2014               | 8                  |
| Monde          | 1 104 054 072 $                    | 16 novembre 2014           | 21                 |

## Distinctions
Entre 2014 et 2015, Transformers : L'Âge de l'extinction a été sélectionné 29 fois dans diverses catégories et a remporté 5 récompenses,.

### Distinctions 2014
| Évènement                              | Catégorie / Récompense                                                     | Nommé(es) / Lauréat(es)                        | Nommé(es) / Lauréat(es) |
| -------------------------------------- | -------------------------------------------------------------------------- | ---------------------------------------------- | ----------------------- |
| Golden Trailer Awards                  | Meilleure bande-annonce de blockbuster de l'été 2014                       | Paramount Pictures et Creative Buzz Industries | Nomination              |
| Golden Trailer Awards                  | Meilleur spot télévisé de blockbuster de l'été 2014                        | Paramount Pictures et Creative Buzz Industries | Nomination              |
| Hollywood Music In Media Awards (HMMA) | Meilleure musique originale pour un film de science-fiction ou fantastique | Steve Jablonsky                                | Nomination              |
| Hollywood Film Awards                  | Meilleurs effets visuels de l'année                                        | Scott Farrar                                   | Lauréat                 |
| Teen Choice Awards                     | Meilleur film d'été                                                        | -                                              | Nomination              |
| Teen Choice Awards                     | Meilleur acteur de cinéma de l'été                                         | Mark Wahlberg                                  | Nomination              |
| Teen Choice Awards                     | Meilleure révélation                                                       | Nicola Peltz                                   | Nomination              |
| Teen Choice Awards                     | Meilleur méchant                                                           | Kelsey Grammer                                 | Nomination              |

### Distinctions 2015
| Évènement                                                          | Catégorie / Récompense                                                          | Nommé(es) / Lauréat(es)                                                                              | Nommé(es) / Lauréat(es) |
| ------------------------------------------------------------------ | ------------------------------------------------------------------------------- | --- | ----------------------- |
| Behind the Voice Actors Awards                                     | Meilleure performance vocale masculine dans un long métrage dans un second rôle | Mark Ryan (pour la voix de Lockdown)                                                                 | Nomination              |
| Annie Awards                                                       | Meilleure réalisation d'effets animés dans un film en prises de vues réelles    | Michael Balog, Jim Van Allen, Rick Hankins et John Hansen                                            | Nomination              |
| International 3D & Advanced Imaging Society's Creative Arts Awards | Fonction 3D - Action en direct                                                  | - | Nomination              |
| Kids' Choice Awards                                                | Film préféré                                                                    | Paramount Pictures et Hasbro                                                                         | Nomination              |
| Kids' Choice Awards                                                | Acteur de cinéma préféré                                                        | Mark Wahlberg                                                                                        | Nomination              |
| Satellite Awards                                                   | Meilleurs effets visuels                                                        | John Frazier, Patrick Tubach, Scott Benza et Scott Farrar                                            | Nomination              |
| Satellite Awards                                                   | Meilleur son (montage et mixage)                                                | Ethan Van der Ryn, Erik Aadahl, Greg P. Russell, Jeffrey J. Haboush, Peter J. Devlin et Scott Millan | Nomination              |
| Visual Effects Society                                             | Meilleurs modèles dans un projet audiovisuel                                    | Landis R. Fields IV, John Goodson, Anthony Rispoli et Dae-Ho Han                                     | Nomination              |
| Taurus World Stunt Awards                                          | Meilleur gréement acrobatique                                                   | Alex Schoenauer                                                                                      | Nomination              |
| Taurus World Stunt Awards                                          | Meilleur travail de cascadeurs                                                  | Martin De Boer et Dan Mast                                                                           | Nomination              |

## Adaptation
Transformers: Rise of the Dark Spark est un jeu vidéo de type rail shooter sorti en 2014 sur iOS et Android.

## Autour du film

### Suites
Paramount a annoncé officiellement deux suites. Transformers: The Last Knight  sorti en juin 2017, d'après Paramount et Hasbro. Michael Bay, de son côté, a annoncé que ce serait le dernier film de la série qu'il réalisera, voulant se tourner vers d'autres projets.

### SagaTransformers
- 2007 : [[Transformers (film)|Transformers]]
- 2009 : Transformers 2 : La Revanche
- 2011 : Transformers 3 : La Face cachée de la Lune
- 2014 : Transformers : L'Âge de l'extinction
- 2017 : Transformers: The Last Knight
- 2018 : Bumblebee
- 2023 : Transformers: Rise of the Beasts